# Довге (Васильківська селищна громада)
Довге (початково — хутір Безрідний, до 1 квітня 2016 — Інтернаціона́льне) — село у Синельниківському районі Дніпропетровської області. Входить до складу Васильківської селищної громади. Населення становить 27 осіб. Колишній орган місцевого самоврядування — Павлівська сільська рада.

## Історія
Раніше на території теперішнього села існував хутір Безрідний. За радянських часів і до 2016 року село носило назву Інтернаціональне.
12 червня 2020 року, відповідно до розпорядження Кабінету Міністрів України № 709-р від «Про визначення адміністративних центрів та затвердження територій територіальних громад Дніпропетровської області», увійшло до складу Васильківської селищної громади.
19 липня 2020 року, під час адміністративно-територіальної реформи та ліквідації Васильківського району, село увійшло до складу  новоутвореного Синельниківського району.

## Географія
Довге розташоване на півдні Васильківського району. На півдні межує з селом Каплистівка, на сході з селом Перепеляче та на північному заході з селом Широке.
Село знаходиться за 5 км від лівого берега річки Верхня Терса. По селу протікає пересихаючий струмок з загатою.